# Tricentrus banguensis
Tricentrus banguensis är en insektsart som beskrevs av William D. Funkhouser. Tricentrus banguensis ingår i släktet Tricentrus och familjen hornstritar. Inga underarter finns listade i Catalogue of Life.